# Yoshio Kato
Yoshio Kato (Prefectura de Saitama, 1 d'agost de 1957) és un futbolista japonès que disputà vuit partits amb la selecció japonesa.